# Alexey Kedryuk
Alexey Kedryuk, né le 8 août 1980 à Alma-Ata, est un joueur de tennis kazakh, professionnel entre 1998 et 2010.
En 1998, il devient le premier joueur de tennis kazakh à passer professionnel. Il restera longtemps le seul et sera notamment rejoint en 2008 par Andrey Golubev, Mikhail Kukushkin et Yuri Schukin, tous russes naturalisé.

## Carrière
Dès 1995, il devient le leader de la sélection kazakh de Coupe Davis. Avec un total de 66 victoire pour 34 défaites, il fait partie des 15 joueurs ayant remporté le plus de matchs dans l'histoire de la compétition. Il a remporté 43 matchs en simple et 23 en double. Il est parvenu à amener l'équipe en deuxième division asiatique en 1999, 2002 et 2005, puis en première division en 2007. Il cède sa place de n°1 l'année suivante à Yuri Schukin, puis quitte l'équipe en 2009. En 2013, il est récompensé d'un Davis Cup Commitment Award pour son engagement dans la compétition.
En dehors de la Coupe Davis, Alexey Kedryuk s'est distingué en remportant 12 tournois en simple et 32 en double sur le circuit Future, ainsi que 6 tournois en double sur le circuit Challenger (14 finales).
Il a atteint à 6 reprises les quarts de finale d'un tournoi Challenger en simple. En 2006, il réalise sa meilleure saison, ce qui lui permet de participer aux qualifications de l'US Open. Il perd au premier tour contre Jan Vacek. Cette année-là, il intègre également le tableau du double du tournoi de Moscou avec un statut de remplaçant, sept ans après avoir disputé le premier tour du tournoi de Tachkent avec une invitation.